# 前田純敬
前田純敬（まえだ　すみのり、1922年3月9日-2004年2月10日）は、日本の小説家。

## 経歴
鹿児島県平之町生まれ。東京外国語学校フランス語科卒業。在学中から『四季』などに詩を発表、太平洋戦争後、島尾敏雄のすすめで富士正晴らの同人誌『VIKING』に参加。1949年「夏草」で第22回芥川龍之介賞候補、『文藝春秋』に掲載される。その後筆を折り、『Cahier』に所属。ほか翻訳もした。息子は放送作家の松本尚久（和田尚久）。

## 著書
- 『練尾布由子』三啓社 1953
- 『現代のマノン』実業之日本社 1955
- 『深い靄』新潮社 1955
- 『喪の女』私家版 1985
- 『夏草』高城書房 2004

## 翻訳
- アンドレ・ジイド『田園の少女』小峰書店 1951 (小学生文庫
- エーリヒ・マリア・レマルク『凱旋門』共和出版社 1953

## 註
1. ↑  『日本文芸家協会編『現代短編名作選2』講談社文庫